# Hilaire Momi
Hilaire Roméo Verdi Momi (Bangui, 16 marzo 1990) è un calciatore centrafricano, attaccante dello Stade Malien e della nazionale centrafricana.

## Carriera

### Club
Comincia a giocare nelle giovanili del Bangui. Nel 2008 firma un contratto con il Cotonsport Garoua. Nel 2011 si trasferisce al Le Mans. Gioca anche con la squadra riserve. Nel 2014 passa al Sint-Truiden. Nel gennaio 2016 passa in prestito al Seraing. Al termine della stagione rimane svincolato. Nel gennaio 2017 viene ingaggiato a parametro zero dal Raja Casablanca.

### Nazionale
Debutta in Nazionale il 6 marzo 2007, in Ciad-Repubblica Centrafricana. Segna la sua prima rete con la maglia della Nazionale il 10 ottobre 2010, in Repubblica centrafricana-Algeria. Segna la sua prima doppietta con la maglia della Nazionale il 15 giugno 2012, in Egitto-Repubblica centrafricana.

## Palmarès

### Club

#### Competizioni nazionali
- Campionato camerunese: 3

Cotonsport Garoua: 2008, 2009-2010, 2010-2011
- Coppa del Camerun: 1

Cotonsport Garoua: 2011
- Tweede klasse: 1

Sint-Truiden: 2014-2015

#### Competizioni internazionali
- Coppa della Confederazione CAF: 1

Raja Casablanca: 2018